# O początkach, wywodach, dzielnościach, sprawach rycerskich i domowych sławnego narodu litewskiego, żemojdzkiego i ruskiego
O początkach, wywodach, dzielnościach, sprawach rycerskich i domowych sławnego narodu litewskiego, żemojdzkiego i ruskiego, przedtym nigdy od żadnego ani kuszone, ani opisane, z natchnienia Bożego a uprzejmie pilnego doświadczenia – napisane prozą i wierszem w 1577 roku dzieło historyczne Macieja Stryjkowskiego.
Przedstawia etnogenezę narodu litewskiego, dzieje jego wielkich książąt i znaczniejszych rodów od czasów legendarnych do 1506 roku. Omawia stosunki Litwy z jego sąsiadami Krzyżakami, Rusią, Polską, Prusami, Jadźwingami i Tatarami. W przypadku tych ostatnich m.in. opis bitwy pod Kleckiem (1506). Zawarł w nim też podanie o pochodzeniu Litwinów od Rzymian, którzy pod wodzą Palemona (in. Puliusza Libona), mieli przybyć na opisywane ziemie.
Przy pisaniu korzystał z wypisów przeczytanych dzieł, wyciągów odnalezionych źródeł (w tym niezachowanych) i księgozbioru swych mecenasów: kroniki rodzime (Wincenty Kadłubek, Jan Długosz, Miechowita, Marcin Kromer), zagraniczne (Pamiętniki Janczara, latopisy ruskie), prace historyków starożytnych (Liwiusz, Plutarch, Florus, Klaudiusz Ptolemeusz, Pomponiusz Mela).
Praca ta była formą zapłaty Stryjkowskiego za mecenat jakiego udzielił mu książę słucki Jerzy III Olelkowicz.